# Anoeme aethiopica
Anoeme aethiopica là một loài bọ cánh cứng trong họ Cerambycidae.